# Climacium japonicum
Climacium japonicum là một loài Rêu trong họ Climaciaceae. Loài này được Lindb. miêu tả khoa học đầu tiên năm 1872.

## Hình ảnh

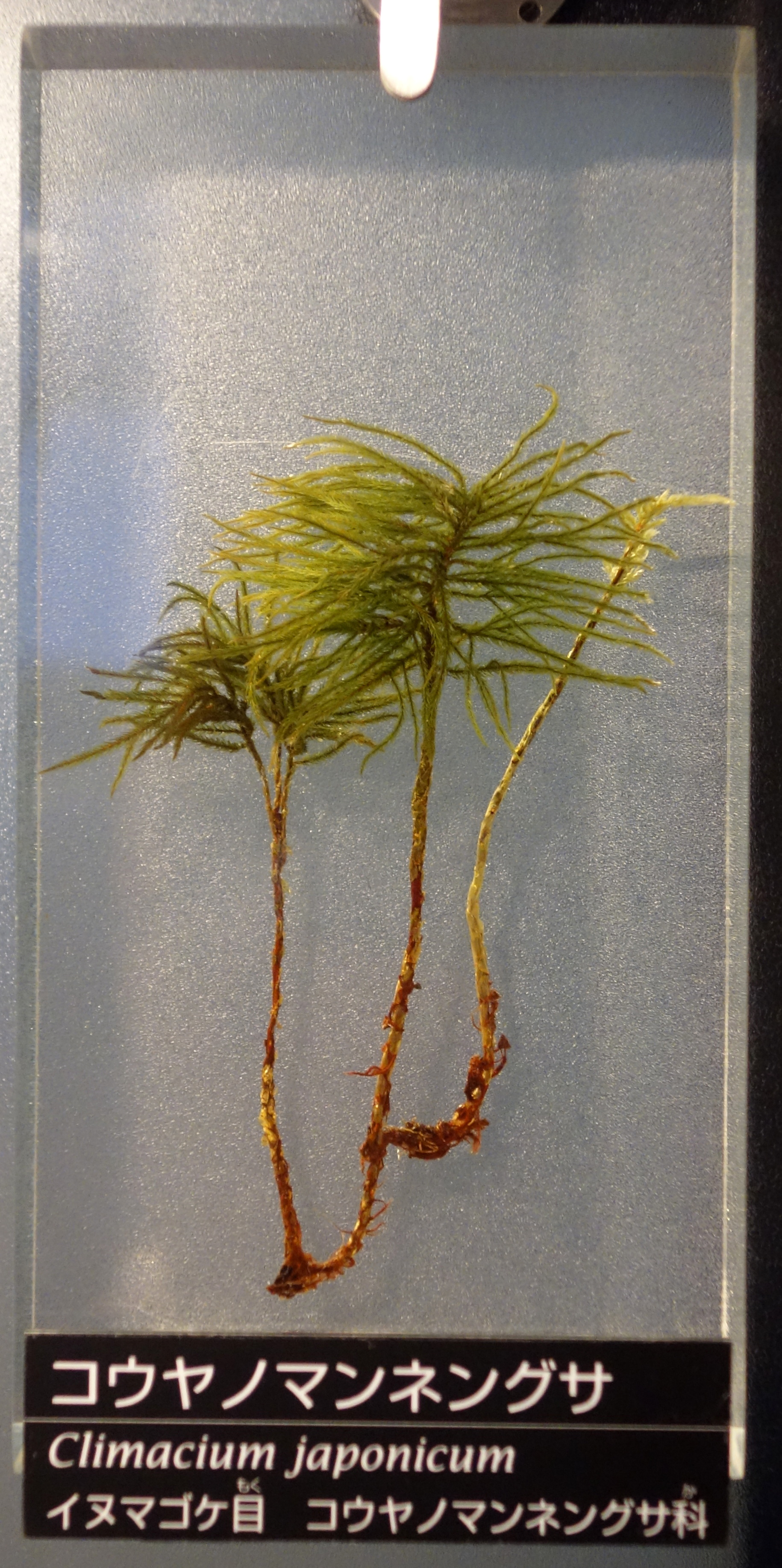